# Macroteleia rufithorax
Macroteleia rufithorax är en stekelart som beskrevs av Muesebeck 1977. Macroteleia rufithorax ingår i släktet Macroteleia och familjen Scelionidae. Inga underarter finns listade i Catalogue of Life.